# Апатуриновые
Переливницы, или апатуриновые (лат. Apaturinae)— подсемейство дневных бабочек из семейства нимфалид.

## Описание
Бабочки средних и крупных размеров, как правило, с яркой окраской крыльев.  Голова с голыми глазами (без волосков), губные щупики покрыты чешуйками. Усики с постепенно утолщающейся булавой. Центральные ячейки передних и задних крыльев не замкнуты. На передних крыльях жилки R1, R2 не ветвятся и берут начало от центральной ячейки. R3, R4, R5 имеют общий ствол, который также начинается от центральной ячейки.  Жилки R1 и R2 выходят к костальному (переднему) краю переднего крыла, жилка R3 к вершине, а жилки R4 и R5 к наружному краю.

## Систематика
Подсемейство включает в свой состав следующие рода:
- Переливницы (Apatura) (Fabricius, 1807)
- Apaturina (Herrich-Schäffer, 1864)
- Apaturopsis (Aurivillius, 1898)
- Asterocampa (Röber, 1916)
- Chitoria (Moore, 1896)
- Dilipa (Moore, 1857)
- Doxocopa (Hübner, 1819)
- Euapatura (Ebert, 1971)
- Eulaceura (Butler, 1872)
- Euripus (Doubleday, 1848)
- Helcyra (Felder, 1860)
- Herona (Doubleday, 1848)
- Hestina (Westwood, 1850)
- Mimathyma (Moore, 1896)
- Rohana (Moore, 1880)
- Sasakia (Moore, 1896)
- Sephisa (Moore, 1882)
- Thaleropis (Staudinger, 1871)
- Timelaea (Lucas, 1883)